# Трње (Сува Река)
Трње (алб. Tërrnje) је насеље у општини Сува Река, Косово и Метохија, Република Србија.
Село је негде око 1820. било чисто српско село са 100 домова и црквом Свете Недеље, али је расељено услед зулума, након чега су се населили "Арнаути". Извесни Диша Цветковић се доселио 1929. и за десет година, прикупљајући прилоге, успео обновити цркву, за коју је мали иконостас дала задужбина Симе Игуманова. Током Другог светског рата српску цркву у селу су срушили Албанци.

## Становништво
| Демографија | Демографија | Демографија |
| Година      | Становника  | Становника  |
| ----------- | ----------- | ----------- |